# Grill

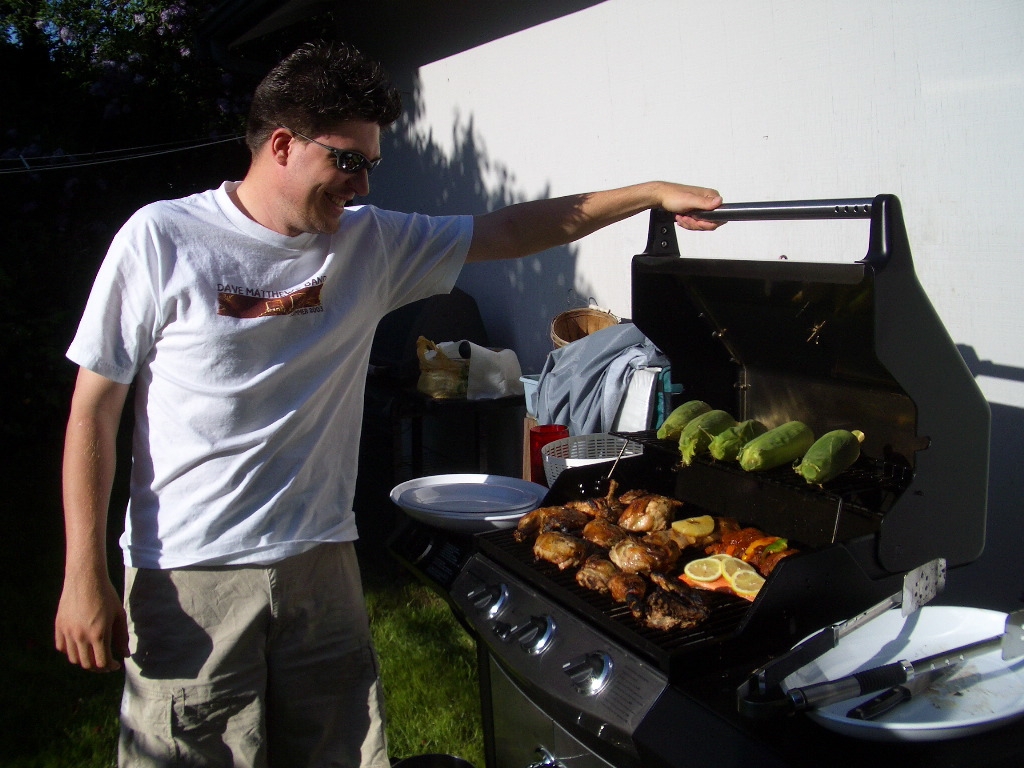
Grill

Een grill is een apparaat om voedsel te bereiden door het te roosteren.
Waarschijnlijk is een grill een van de oudste manieren om met name vlees te bereiden, omdat er behalve een (kamp)vuur en een natgemaakte houten stok waar het vlees wordt op gestoken, geen kookgerei voor nodig is. Grilleren is niet per definitie gezond. Hoewel er geen vet moet worden toegevoegd en het bereide voedsel relatief vetarm is, zijn de polycyclische aromatische koolwaterstoffen die in zwartgeblakerd vlees zitten, met name benzo(a)pyreen, kankerverwekkend.
Deze eenvoudigste manier van het grillen van vlees krijgt een modernere vorm bij de barbecue.
In een moderne keuken kan ook gegrild worden. In de meeste ovens is een elektrische grill geïntegreerd, die bovenin is bevestigd. Ook gasovens kunnen voorzien zijn van een op gas werkende grill boven in de oven.
Het te grilleren voedsel wordt onder de grill op een rooster neergelegd. Om een knapperige korst te krijgen dient de oven op een kier open te staan. Veel ovens hebben een draaispit, waar het te grilleren vlees (bijvoorbeeld een hele kip, een rollade of iets dergelijks) op gestoken kan worden en dan langzaam onder de grill ronddraait.
De grill in een oven kan goed gebruikt worden om een schotel te gratineren.
Voor grillen worden vaak vlees en bereidingen (zoals worsten en hamburgers), gevogelte en/of vis gebruikt.
Een grillroom is een eetgelegenheid of afdeling van een restaurant  gespecialiseerd in gegrilde schotels.